# Damiano Zenoni
Damiano Zenoni (ur. 23 kwietnia 1977 w Trescore Balneario) – włoski piłkarz występujący na pozycji prawego obrońcy lub prawego pomocnika. Obecnie nie gra w żadnym klubie. Jego brat – Cristian także jest zawodowym piłkarzem.

## Kariera klubowa
Damiano Zenoni zawodową karierę rozpoczął w 1995 w Atalancie BC. Po roku spędzonym w zespole sezoniorów został wypożyczony do AC Pistoiese, a na tej samej zasadzie w kolejnych rozgrywkach trafił do Alzano Virescit. Razem z nim wywalczył Puchar Serie C. W 1999 Zenoni powrócił do Atalanty, w barwach której od razu wywalczył sobie miejsce w pierwszym składzie. Razem z drużyną zajął szóste miejsce w Serie B, jednak dzięki zajęciu w kolejnym sezonie drugiej lokaty w ligowej tabeli awansował z ekipą „Nerazzurrich” do Serie A. W najwyższej klasie rozgrywek w kraju zadebiutował 1 listopada 2000 w zremisowanym 2:2 meczu z S.S. Lazio. Atalanta zajęła kolejno siódme i dziewiąte miejsce w Serie A, jednak w sezonie 2002/2003 uplasowała się dopiero na piętnastej pozycji i spadła do drugiej ligi. Po jednym sezonie spędzonym na zapleczu ekstraklasy drużyna z Bergamo powróciła do Serie A.
W przerwie rozgrywek 2004/2005 Zenoni na mocy prawa Bosmana podpisał czteroletni kontrakt z Udinese Calcio, z którym zajął czwarte miejsce w Serie A. W kolejnym sezonie Zenoni zadebiutował w Lidze Mistrzów oraz Pucharze UEFA, w których wystąpił kolejno w ośmiu i dwóch pojedynkach. Łącznie dla Udinese włoski piłkarz rozegrał 68 meczów, po czym przeszedł do Parmy. W odwrotnym kierunku powędrował wówczas o siedem lat młodszy od niego Damiano Ferronetti. W sezonie 2007/2008 Zenoni razem z zespołem spadł do drugiej ligi, jednak po roku powrócił do Serie A. Po zakończeniu rozgrywek 2009/2010 Włoch został wolnym zawodnikiem.

## Kariera reprezentacyjna
W reprezentacji Włoch Zenoni zadebiutował 15 listopada 2000 podczas wygranego 1:0 meczu przeciwko Anglii i był to jego jedyny występ w drużynie narodowej. Trenerem „Squadra Azzura” był wówczas Giovanni Trapattoni.